# Katie Duncan
Katie Duncan nascida Katie Cherie Hoyle (Cambridge (Nova Zelândia), 1 de fevereiro de 1988) é uma futebolista profissional neozelandesa que atua como meia.

## Carreira
Katie Duncan fará parte do elenco da Seleção Neozelandesa de Futebol Feminino, nas Olimpíadas de 2016. 